# Federación Salvadoreña de Rugby
La Federación Salvadoreña de Rugby es una entidad reconocida por el Comité Olímpico de El Salvador que tiene como objetivo el fomento y desarrollo del juego del rugby en el país.

## Historia
El rugby en El Salvador comenzó fomentarse por iniciativa de un grupo de salvadoreños y extranjeros radicados en El Salvador, entre los que se contaban argentinos, chilenos, españoles y franceses.  El primer juego de rugby realizado en el país se desarrolló en la cancha del Liceo Francés de Santa Tecla el 27 de junio de 2009 entre la selección salvadoreña —conocida como Los Torogoces—, y Guatemala Rugby Club, encuentro que terminó empatado a 12 puntos.
Para el 3 de septiembre de ese mismo año, se formó la Asociación Salvadoreña de Rugby, que el 25 de marzo de 2010 fue reconocida por el Comité Olímpico de El Salvador como una de sus federaciones afiliadas.
El 24 de marzo de 2012, en la cancha externa del Estadio Cuscatlán, se llevó a cabo el primer juego entre clubes salvadoreños: Cuscatlán Rugby Club y Santa Tecla Rugby Club, encuentro que terminó a favor de los primeros 13:5. Ambos equipos nacieron de la necesidad de crear semilleros para la selección nacional.

## Áreas de trabajo
La Federación tiene como objetivo la fundación de una liga nacional de Rugby 15 y otra universitaria para Rugby 7, además del fomento del rugby femenino y la participación de la selección nacional salvadoreña en torneos internacionales.